# Príncipe de Mónaco
El príncipe de Mónaco (en francés: Prince de Monaco) es el monarca y jefe de Estado del Principado de Mónaco. 
Hasta la fecha, todos los príncipes que han ocupado el cargo han tomado el nombre de la dinastía Grimaldi, si bien siguiendo la línea masculina han pertenecido a otras casas. El príncipe actual es Alberto II de Mónaco.
Mónaco es, junto con Liechtenstein y la Ciudad del Vaticano, uno de los tres únicos Estados en Europa donde el monarca sigue teniendo un papel activo en la política y el gobierno.

## Poderes del príncipe
Las atribuciones y poderes del príncipe de Mónaco emanan de la Constitución y de las leyes. Es asesorado por el Consejo de la Corona y, como jefe de Estado, representa al Principado en las relaciones internacionales. Cualquier revisión total o parcial del texto constitucional debe realizarse mediante acuerdo entre el príncipe y el Consejo Nacional.
El poder legislativo se encuentra dividido entre el príncipe y el Consejo Nacional. El príncipe es quien realiza las proposiciones de ley, mientras que el Consejo las aprueba o no mediante votación. El poder ejecutivo, sin embargo, es competencia del príncipe, que lo ejerce a través de un ministro de Estado y del Consejo de Gobierno, que responden ante el príncipe de su administración del Principado. También el poder judicial se encuentra vinculado a él, ya que el príncipe representa la autoridad en virtud de la cual los jueces y tribunales imparten justicia.
Entre sus otras atribuciones cabe destacar el derecho a conceder la ciudadanía y la amnistía, así como otorgar títulos nobiliarios y otras distinciones.

## Títulos
El príncipe tiene el tratamiento de alteza serenísima. Además, posee una cantidad considerable de títulos nobiliarios. Algunos de estos títulos se han incluido a la Corona monegasca.
Los actuales títulos son:
- Príncipe soberano de Mónaco
- Duque de Valentinés
- Duque de Estouteville
- Duque de Mazzarino
- Duque de Mayenne
- Príncipe de Château-Porcien
- Marqués de Bauç
- Marqués de Chilly-Mazarin
- Marqués de Guiscard
- Marqués de Bailli
- Conde de Panhac (título que adquieren los descendientes Grimaldi del Conde Pedro de Polignac)
- Conde de Carladès
- Conde de Ferrette, Belfort, Thann y Rosemont
- Conde de Torigni
- Conde de Longjumeau
- Conde de Cledas
- Barón de Calvinet
- Barón de Lu Bois
- Barón de La Luthumière
- Barón de Hambye
- Barón de Altkirch
- Barón de Saint-Lô
- Barón de Massy
- Señor de Issenheim
- Señor de Saint-Rémy
- Sire de Matignon